# Slagalica
 Ovo je glavno značenje pojma Slagalica. Za druga značenja pogledajte Slagalica (razdvojba).
Slagalica je igra strpljenja, vrsta zagonetke u kojoj je zadatak od više dijelova složiti traženi oblik, u dvije ili tri dimenzije. Dijelovi mogu biti istih ili različitih oblika, koji se na određeni način međusobno uklapaju. Kod nekih zadataka prvo treba izrezati dijelove i presložiti ih u novi oblik.
Postoji više vrsta slagalica. Jedna od najstarijih i najpoznatijih je tangram, koji uz mnoge druge spada u matematičke zagonetke. Rasprostranjena vrsta slagalica su "puzzle", koje je na ovim prostorima popularizirala organizacija UNICEF.

## Puzzle
U engleskom jeziku Puzzle (izgovor: pàzl) predstavlja bilo koju zagonetku, dok se u hrvatskom jeziku odnosi na određeni tip slagalice, koja se u engleskom zove Jigsaw puzzle.
Puzzle je vrsta igračke koja se sastoji od velikog broja malih dijelova nepravilnih oblika, koji se međusobno uklapaju. Svaki djelić obično ima na sebi dio slike, tako da se rješenjem zagonetke dobiva cijela originalna slika.

### Izrada
Igračka je u početku rađena tako što se crtala slika na ravnu površinu i zatim izrezivala pilom (jigsaw, otuda potječe englesko ime). Komercijalizacija igre pripisuje se londonskom kartografu i graveru (John Spilsbury, oko 1760.).
Danas se puzzle izrađuje prvenstveno od kartona. Na karton se nalijepi slika i zatim reže.
Tipične slike koje se mogu vidjeti na slagalicama su scene iz prirode (planine, jezera, životinje), zgrade (dvorci, crkve) i reprodukcije umjetničkih djela. Svaka slika može poslužiti za izradu, pa tako neke radionice izrađuju puzzle od osobnih fotografija naručitelja.

### Način igre
Iako je ovo igra strpljenja, mogu je igrati i više igrača.
Teži način igre je da se prethodno ne zna kakvu sliku treba složiti, odnosno, da se za vrijeme igre ne gleda slika (koja je obično priložena ili je na omotu).
Djelići se slažu uspoređivanjem sadržine po boji i uzorku, a zatim i po rezanoj konturi. Kod kvalitetnije izrađenih slagalica, svaki djelić je jedinstven i može se umetnuti samo na jedno mjesto slagalice.
Za lakše rješavanje, koriste se razni "trikovi", kao što je gledanje u sliku i slaganje prvo rubnih dijelova (okvira), od kojih se onda slaže prema sredini.

## Vanjske poveznice
- Web stranica puzzlehistory.com  Arhivirana inačica izvorne stranice od 26. prosinca 2011. (Wayback Machine)